# Сокровища зодчества народов СССР
«Сокровища зодчества народов СССР» — научно-популярная серия книг по истории архитектурных памятников республик Союза ССР, издававшаяся в 1940-е—1950-е годы Издательством Академии архитектуры СССР (в 1950 реорганизовано в Госстройиздат). По оформлению в картонную обложку карманного формата была близка другой уже выходящей научно-популярной серии — «Сокровища русского зодчества». Выдержанные в едином стиле под общей редакцией академика В. А. Веснина (1882—1950) и профессора Д. Е. Аркина (1899—1957), книги обеих серий удачно дополняли друг друга.

## Список книг серии по годам

### 1946
- Веймарн Б. Регистан в Самарканде. — М., 1946. 104 с. 20.000 экз.
- Эдерберг Э. Ф. Таллин. М.: Изд-во Академии архитектуры СССР, 1946. 76 с.

### 1947
- Круминь А. К. Рига. — М., 1947. 20.000 экз.
- Яралов Ю. С. Аштарак. — М., 1947. 52 с. 15.000 экз.

### 1948
- Бретаницкий Л. С., Датиев С. И., Мамиконов Л. Г., Мотис Д. А. Нуха (Азербайджан). — М., 1948. 72 с. 10.000 экз.
- Косточкин В. Нарва. — М., 1948. 80 с. 15.000 экз.

### 1949
- Пугаченкова Г., Ремпель Л. Бухара (Узбекистан). — М., 1949.

С выходом этой книги издание серии прервалось и было возобновлено уже Госстройиздатом в 1955 году.

### 1955
- Игнаткин И. А. Чернигов. — М.: Гос. изд-во литературы по строительству и архитектуре, 1955. — 88 с. — (Сокровища зодчества народов СССР). — 8000 экз.

### 1956
- Асеев Ю. С. Древний Киев. (X-XVII вв.) — М., 1956. 112 с. 10.000 экз.

### 1966
- Калимуллин Б. Г. Караван-сарай в г. Оренбурге. — М.: Стройиздат, 1966. — 40 с. — (Сокровища зодчества народов СССР). — 2700 экз.

## Список книг серии по названиям
1. Архитектурные памятники Баку / С. Дадашев, М. Усейнов.
2. Аштарак(Армения) / Ю. С. Яралов.
3. Бухара (Узбекистан) / Г. Пугаченкова, Л. Ремпель. (1949)
4. Гегард(Армения)/ Н.М. Токарский (1948)
5. Древний Киев / Ю. С. Асеев.
6. Мцхета / Н. Северов, Г. Чубинашвили.
7. Нарва / В. Косточкин.
8. Нуха (Азербайджан) / Л. Бретаницкий, С. Датиев, Л. Мамиконов, Д. Мотис.
9. Регистан в Самарканде / Б. Веймарн.
10. Рига / А. Круминь.
11. Таллин / Э. Эдербург.
12. Ургенч и Миздахкан / В. Пилявский. (1948)

## Авторы книжной серии
- Асеев, Юрий Сергеевич (1917—2005)
- Бретаницкий, Леонид Семёнович (1914—1979)
- Веймарн, Борис Владимирович (1909—1990)
- Дадашев, Садых Алекперович (1905—1946)
- Калимуллин, Барый Гибатович (1907—1989)
- Косточкин, Владимир Владимирович (1920—1992)
- Круминь, Артур Карлович (1879—1969)
- Пилявский, Владимир Иванович (1910—1984)
- Пугаченкова, Галина Анатольевна (1915—2007)
- Ремпель, Лазарь Израилевич (1907—1992)
- Токарский, Николай Михайлович (1892—1977)
- Усейнов, Микаэль Алескерович (1905—1992)
- Яралов, Юрий Степанович (1911—1983)